# الوطاه
الوطاه قرية سعودية، تتبع محافظة الخرمة بمنطقة مكة المكرمة. تقع في شرق مدينة الطائف بمسافة نحو (230) كم.